# Världsmästerskapen i madison
Världsmästerskapen i madison arrangeras av UCI sedan 1995 för herrar och sedan 2017 för damer som en del av Världsmästerskapen i bancykling.
Flest damtitlar har Amy Pieters och Kirsten Wild som vunnit som par tre gånger.
På herrsidan har Mark Cavendish, Roger Kluge, Morgan Kneisky, Joan Llaneras och Michael Mørkøv tre titlar var, dock ej med samma partner. Två segrar som par har Silvio Martinello med Marco Villa, Mark Cavendish med Bradley Wiggins, Leigh Howard med Cameron Meyer, Roger Kluge med Theo Reinhardt, samt Lasse Norman Hansen med Michael Mørkøv.

## Podieplaceringar

### Herrar
| År   | Vinnare                          | Tvåa                                | Trea                            |
| 1995 | Silvio Martinello Marco Villa    | Gabriel Curuchet Juan Curuchet      | Kurt Betschart Bruno Risi       |
| 1996 | Silvio Martinello Marco Villa    | Scott McGrory Stephen Pate          | Andreas Kappes Carsten Wolf     |
| 1997 | Joan Llaneras Miguel Alzamora    | Silvio Martinello Marco Villa       | Gabriel Curuchet Juan Curuchet  |
| 1998 | Etienne De Wilde Matthew Gilmore | Silvio Martinello Andrea Collinelli | Andreas Kappes Stefan Steinweg  |
| 1999 | Joan Llaneras Isaac Gálvez       | Jimmi Madsen Jakob Piil             | Andreas Kappes Olaf Pollack     |
| 2000 | Erik Weispfennig Stefan Steinweg | Joan Llaneras Isaac Gálvez          | Edgardo Simón Juan Curuchet     |
| 2001 | Jérôme Neuville Robert Sassone   | Joan Llaneras Isaac Gálvez          | Gabriel Curuchet Juan Curuchet  |
| 2002 | Jérôme Neuville Franck Perque    | Roland Garber Franz Stocher         | Edgardo Simón Juan Curuchet     |
| 2003 | Bruno Risi Franco Marvulli       | Greg Henderson Hayden Roulston      | Juan Curuchet Walter Pérez      |
| 2004 | Juan Curuchet Walter Pérez       | Bruno Risi Franco Marvulli          | Robert Slippens Danny Stam      |
| 2005 | Mark Cavendish Robert Hayles     | Robert Slippens Danny Stam          | Matthew Gilmore Iljo Keisse     |
| 2006 | Isaac Gálvez Joan Llaneras       | Ljubomyr Polatajko Volodymyr Rybin  | Juan Curuchet Walter Pérez      |
| 2007 | Bruno Risi Franco Marvulli       | Peter Schep Danny Stam              | Alois Kaňkovský Petr Lazar      |
| 2008 | Mark Cavendish Bradley Wiggins   | Roger Kluge Olaf Pollack            | Michael Mørkøv Alex Rasmussen   |
| 2009 | Michael Mørkøv Alex Rasmussen    | Leigh Howard Cameron Meyer          | Martin Bláha Jiří Hochmann      |
| 2010 | Leigh Howard Cameron Meyer       | Christophe Riblon Morgan Kneisky    | Ingmar De Poortere Steve Schets |

| År   | Vinnare                            | Tvåa                                    | Trea                                    |
| 2011 | Leigh Howard Cameron Meyer         | Martin Bláha Jiří Hochmann              | Theo Bos Peter Schep                    |
| 2012 | Kenny De Ketele Gijs Van Hoecke    | Ben Swift Geraint Thomas                | Leigh Howard Cameron Meyer              |
| 2013 | Vivien Brisse Morgan Kneisky       | David Muntaner Albert Torres            | Henning Bommel Theo Reinhardt           |
| 2014 | David Muntaner Albert Torres       | Martin Bláha Vojtěch Hačecký            | Stefan Küng Théry Schir                 |
| 2015 | Bryan Coquard Morgan Kneisky       | Liam Bertazzo Elia Viviani              | Jasper De Buyst Otto Vergaerde          |
| 2016 | Mark Cavendish Bradley Wiggins     | Morgan Kneisky Benjamin Thomas          | Sebastián Mora Albert Torres            |
| 2017 | Morgan Kneisky Benjamin Thomas     | Cameron Meyer Callum Scotson            | Moreno De Pauw Kenny De Ketele          |
| 2018 | Roger Kluge Theo Reinhardt         | Albert Torres Sebastián Mora            | Cameron Meyer Callum Scotson            |
| 2019 | Roger Kluge Theo Reinhardt         | Lasse Norman Hansen Casper von Folsach  | Kenny De Ketele Robbe Ghys              |
| 2020 | Lasse Norman Hansen Michael Mørkøv | Campbell Stewart Aaron Gate             | Roger Kluge Theo Reinhardt              |
| 2021 | Lasse Norman Hansen Michael Mørkøv | Simone Consonni Michele Scartezzini     | Kenny De Ketele Robbe Ghys              |
| 2022 | Donavan Grondin Benjamin Thomas    | Ethan Hayter Oliver Wood                | Fabio Van den Bossche Lindsay De Vylder |
| 2023 | Jan-Willem van Schip Yoeri Havik   | Oliver Wood Mark Stewart                | Aaron Gate Campbell Stewart             |
| 2024 | Roger Kluge Tim Torn Teutenberg    | Lindsay De Vylder Fabio Van den Bossche | Niklas Larsen Michael Mørkøv            |

### Damer
| År   | Vinnare                      | Tvåa                           | Trea                                          |
| 2017 | Lotte Kopecky Jolien D'Hoore | Elinor Barker Emily Nelson     | Amy Cure Alexandra Manly                      |
| 2018 | Katie Archibald Emily Nelson | Kirsten Wild Amy Pieters       | Letizia Paternoster Maria Giulia Confalonieri |
| 2019 | Kirsten Wild Amy Pieters     | Georgia Baker Amy Cure         | Amalie Dideriksen Julie Leth                  |
| 2020 | Kirsten Wild Amy Pieters     | Clara Copponi Marie Le Net     | Letizia Paternoster Elisa Balsamo             |
| 2021 | Kirsten Wild Amy Pieters     | Clara Copponi Marie Le Net     | Katie Archibald Neah Evans                    |
| 2022 | Shari Bossuyt Lotte Kopecky  | Clara Copponi Valentine Fortin | Amalie Dideriksen Julie Leth                  |
| 2023 | Neah Evans Elinor Barker     | Georgia Baker Alexandra Manly  | Victoire Berteau Clara Copponi                |
| 2024 | Amalie Dideriksen Julie Leth | Victoire Berteau Marion Borras | Katie Archibald Neah Evans                    |